# Josef Bratfisch

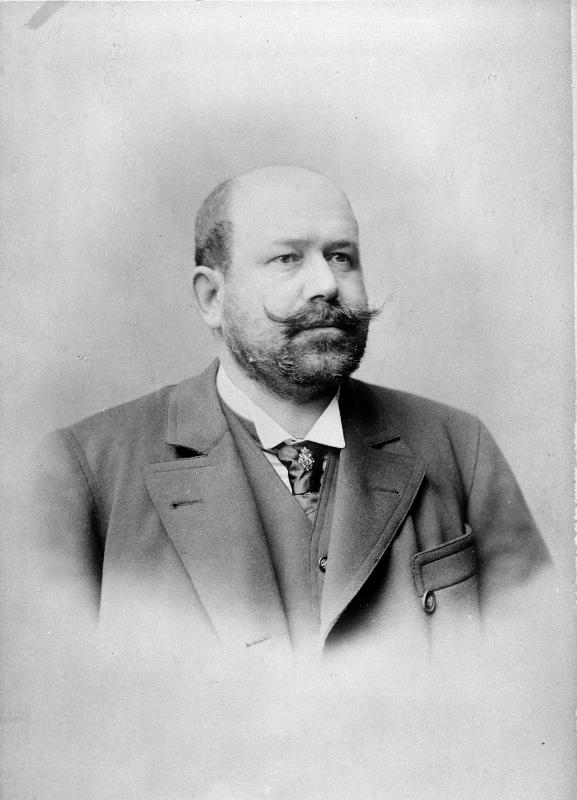
Josef Bratfisch

Josef Bratfisch (* 26. August 1847 in Wien; † 16. Dezember 1892 ebenda), wegen seiner Leibesfülle auch „Nockerl“ genannt, war Leibfiaker des Kronprinzen Rudolf und Wienerlied-Sänger, der für seine gelegentlich auch derben Lieder bekannt war. Kronprinz Rudolf soll ihn zum Leibfiaker gemacht haben, weil ihm die Darbietungen als Sänger und Kunstpfeifer so gefielen.
Als Wienerliedsänger erfreute er sich einer hohen Bekanntheit. Als Fiaker ging er in die Geschichte ein, da er die Baronesse Mary Vetsera auf der letzten Fahrt zum Jagdschloss Mayerling kutschierte, wo sie in der Folge gemeinsam mit Kronprinz Rudolf gewaltsam starb. Kronprinz Rudolfs Kammerdiener Johann Loschek fand die Leichen der beiden.
Das Schweigen Bratfischs über die Umstände der Tragödie von Mayerling ließ sich der Hof viel Geld kosten: Der Kutscher erhielt ein Haus in der Lacknergasse im 17. Wiener Gemeindebezirk und eine Fiakerkonzession. Drei Jahre später starb er allerdings eines natürlichen Todes. Sein Wissen über die Tragödie von Mayerling nahm er – wie er es dem Kaiser versprochen hatte – mit ins Grab.

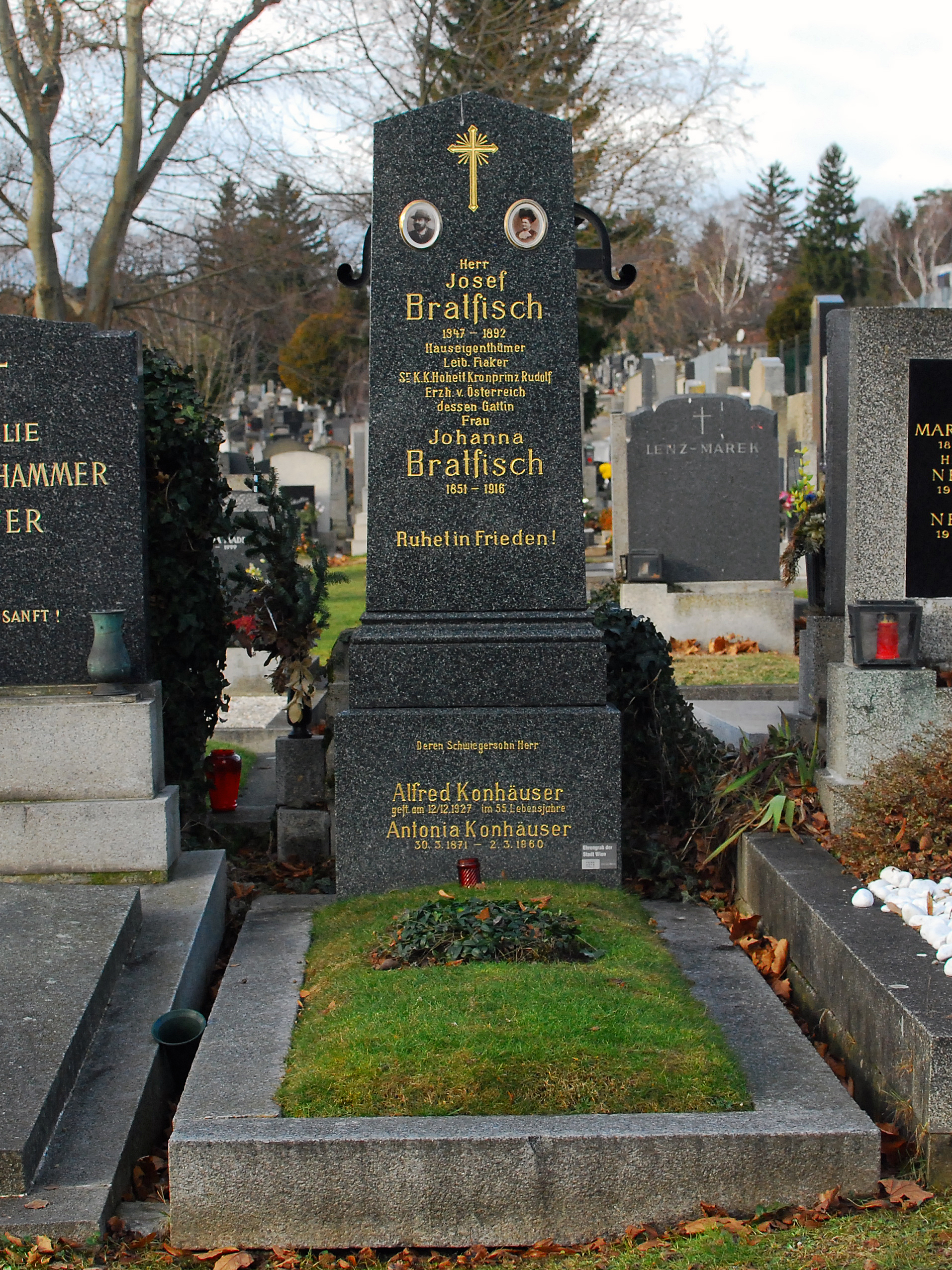
Josef Bratfischs Grab am Hernalser Friedhof

In den verschiedenen Spielfilmen um die Geschehnisse in Mayerling wurde auch Bratfisch dargestellt, unter anderem im 1925 veröffentlichten Stummfilm Leibfiaker Bratfisch mit Georg Kundert in der Titelrolle, 1955/56 von Attila Hörbiger in Kronprinz Rudolfs letzte Liebe, 1968 in Mayerling von Moustache und 2006 von Wolfgang Böck.
Im 17. Wiener Gemeindebezirk in der Lacknergasse 60 wurde 1950 eine Gedenktafel für die Altwiener Fiaker Josef Bratfisch, Karl Mayerhofer („Hungerl“) und Franz Reil „Schuster-Franz“ enthüllt.

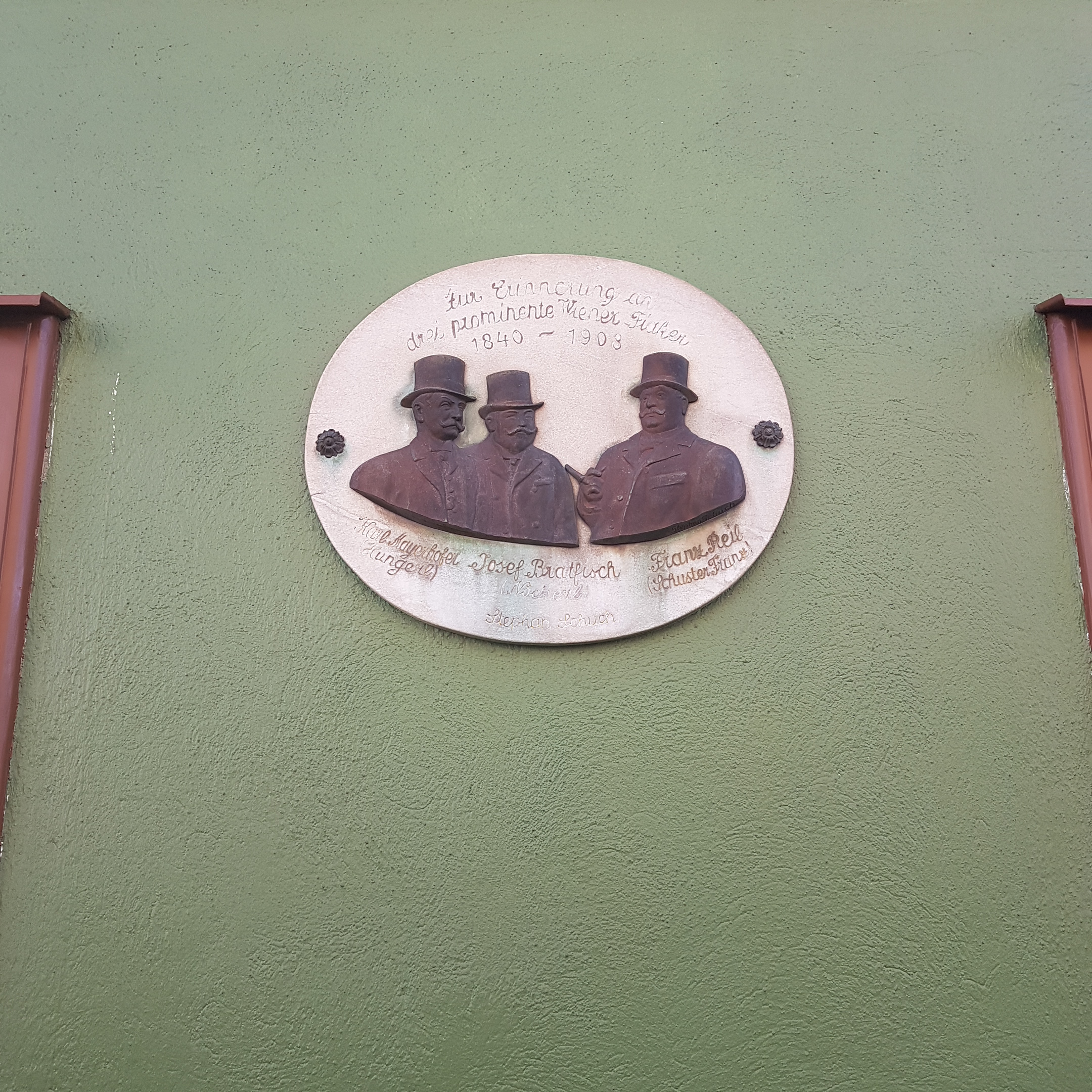
Fiaker Karl Mayerhofer (Hungerl), Josef Bratfisch (Nockerl) und Franz Reil (Schuster-Franz)

Das ehrenhalber gewidmete Grab von Josef Bratfisch befindet sich auf dem Hernalser Friedhof (Gruppe K, Nummer 130) in Wien.